# 1478
Cette page concerne l'année 1478  du calendrier julien. Pour l'année 1478 av. J.-C., voir 1478 av. J.-C.
L'année 1478 est une année commune qui commence un jeudi.

## Événements
- 6 janvier : à la mort de Uzun Hasan[1], son fils Khalil lui succède comme sultan des Ak Koyunlu[2].
- 24 juin : fondation de la ville de Las Palmas de Gran Canaria par Juan Rejón[3].
- 15 juillet : début du règne de Ya'kub: vainc et tue son frère Khalil près de Tabriz[4] et devient sultan des Ak Koyunlu (fin de règne en 1490)[2].
- 8 novembre : Eskender (Alexandre) succède à son père Baéda-Maryam à l’âge de sept ans sur le trône d'Éthiopie, sous la régence de sa mère Eléni (fin en 1494)[5].
- Les Aztèques du roi Axayácatl sont pour la première fois depuis le début de leur expansion sévèrement battus par les Tarasques dans le Michoacán[6].
- Le Majapahit (Java) passe sous le contrôle des princes de Kediri[7].

### Europe
- 9 janvier : traité de Tours entre la France et la république de Venise[8]. En Italie, Louis XI s’appuie contre la papauté sur les puissances marchandes : Florence, Milan et accessoirement Venise. Il utilise des moyens purement diplomatiques.

- 15 janvier :

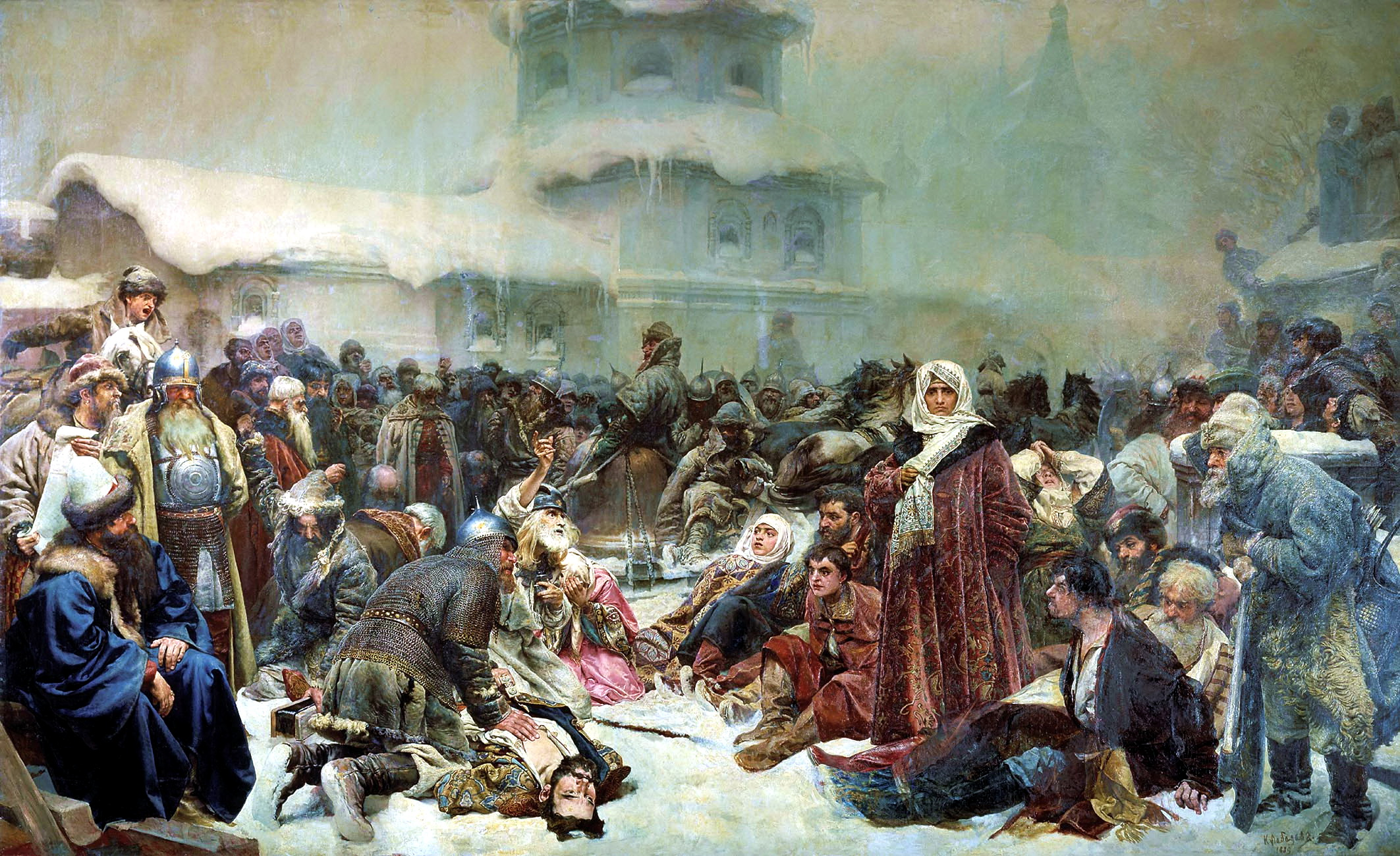
15 janvier : Marfa Boretskaïa lors de la destruction du veche de Novgorod. Fin de la République de Novgorod. toile de Klavdiy Lebedev.

  - Ivan III le Grand réunit Novgorod à l’État moscovite, la vétché est dissoute[9]. De nombreuses familles sont exilées[10]. Création du pomestie : Ivan III confisque le patrimoine des boyards de Novgorod et leur concède le bénéfice de terres (pomestie) dans la région de Moscou en échange de leurs services militaires et de leur loyauté[11].
  - Richard de Shrewsbury, duc d'York, épouse à l'âge de 4 ans Anne de Mowbray (1472 † 1481), comtesse de Norfolk[12].
- 18 février : Georges, duc de Clarence est exécuté pour trahison à la Tour de Londres.

- 26 avril : conjuration des Pazzi. Complot du guelfe Francesco Pazzi et de Girolamo Riario (neveu de Sixte IV) contre les Médicis. Julien de Médicis est le seul tué, et Laurent le Magnifique massacre les conjurés et bannit les Pazzi de Florence[13]. Sixte IV, qui avait fomenté le complot, excommunie Laurent, mais sera obligé de faire la paix en 1480 après une guerre avec l’appui de Naples et de Sienne.
- 18 mai : Giovanni Mocenigo est élu doge de Venise[14].
- Mai : 
  - L'archiduc Maximilien d'Autriche contient l'avance française, repoussant notamment une attaque française sur Audenarde et Ypres[15].
  - Début de la révolte des paysans de Carinthie, qui désirent remplacer par leur propre confédération les ordres de la province incapable de les protéger contre les incursions turques. L’entreprise échoue par suite de l’incapacité des révoltés à vaincre militairement la noblesse[16].

- 8 juin : début du siège de Scutari par le sultan Mehmed II (fin en 1479)[17].

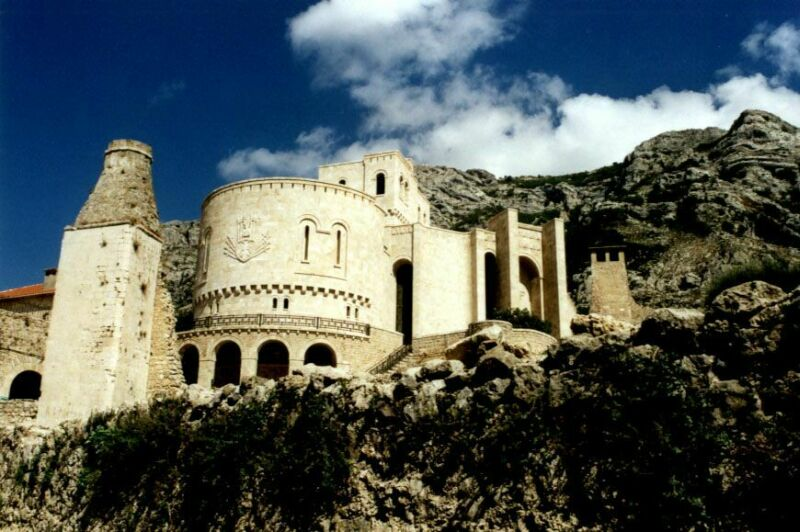
Le château de Skanderbeg à Kruja

- 16 juin : prise de la forteresse albanaise de Kruja par les Turcs[18].

- 26 juillet (ou le 25 juin[19]) : les Turcs, après avoir ravagé le Frioul[14], entrent en Carinthie par la passe du Predil, près d'Arnoldstein[20]. Les paysans révoltés de Carinthie sont anéantis le lendemain[16].

- 7 août : victoire des Génois révoltés contre le duché de Milan à la bataille de Due Gemelli. Gênes revient libre et Prosper Adorno gouverne jusqu'au 26 novembre[21].

- 7 septembre : renouvellement de l'alliance entre le duché de Milan et le roi de France[22].
- Septembre : la peste est signalée à Châlons-sur-Marne[23].

- 1er novembre : par la bulle Exigit sinceræ devotionis le pape Sixte IV concède aux Rois catholiques la création de l'Inquisition espagnole[24].
- 26 novembre : Baptiste de Campo Fregoso est élu doge de Gênes (fin en 1483)[21].

- 6 décembre : paix d’Olomouc[25]. Après sa victoire sur les Jagellon à Breslau, Mathias Corvin se fait céder la Silésie, la Lusace et la Moravie aux dépens de la Bohême.
- 28 décembre : victoire des Suisses sur les Milanais à la bataille de Giornico[26].

- Troisième règne de Mengli Giray. Les khans des Tatars de Crimée (capitale Balkhchisarai) sont tributaires du sultan ottoman jusqu'en 1774[27].

- Peste à Venise[28].
- Présence de Christophe Colomb à Madère, où il épouse Philippa Perestrello, dont la famille, originaire de Plaisance, est très intéressée par les découvertes africaines[29].

## Naissances en 1478
- 7 février : Thomas More, écrivain, philosophe, théologien et homme politique anglais, futur chancelier d'Angleterre. († 6 juillet 1535).
- 8 juillet : Gian Giorgio Trissino dit Le Trissin, écrivain et poète italien de la Renaissance. († 8 décembre 1550).
- 22 juillet : Philippe le Beau, futur souverain des Pays-Bas, roi de Castille et archiduc d'Autriche († 25 septembre 1506).
- 6 décembre : Baldassare Castiglione, écrivain et diplomate italien († 8 février 1529).
- Date précise inconnue :
  - Andrea di Cosimo, peintre italien († 12 mai 1548).
  - Gianmaria Pomedello, peintre italien († février 1537).

## Décès en 1478
- 6 janvier : Uzun Hasan, sultan des Ak Koyunlu[1].
- 12 avril : Sir John Say, parlementaire anglais
- 26 avril : Julien de Médicis, homme politique florentin
- 6 mai : Andrea Vendramino, doge de Venise[14].
- 12 juin : Louis III Gonzague de Mantoue, noble italien, marquis de Mantoue (° 5 juin 1414).
- 28 août : Yolande de France
- 26 novembre : Jeong Inji, homme politique, philosophe néoconfucianiste, linguiste, écrivain et poète coréen de la dynastie de Joseon (° 28 décembre 1396).

- Date inconnue:
  - Francesco del Cossa, peintre italien ferrarais (° vers 1435)
  - Olivier Baud, officier de finances breton
  - Bartolomeo Manfredi, mathématicien et astronome italien.